# ジャンド
ジャンドは、シル・ダリヤ（シル川）中流域の現カザフスタンのクズロルダ州にかつて存在したオアシス都市。ジェンドとも。

## 概要
11世紀から13世紀にかけて、ジャンドはシル川流域の主要なイスラム都市の一つとして知られていた。セルジューク朝を興したオグズ族はジャンド（ジェンド）を拠点としていたと伝えられている。
1128年には、ホラズム・シャー朝のアトスズがジャンドを占領し、1152年には息子のイル・アルスランをこの都市の総督に任命した。
1219年にモンゴル帝国のホラズム侵攻が始まると、別働隊を率いる王子ジョチがシル川中・下流域に進出した。ジョチ軍は降伏を拒否して使者を殺したスグナクを陥落させ、ウズケントとバルジリグカントを無血開城させると、この地方の中心都市であったジャンドに辿り着いた。ジャンドの守将のアミール・クトゥルグ・カンは周辺諸都市が次々陥落したのを知るとシル川を渡って逃げ出し、これを知ったジョチはジャンドも無血開城させるべく使者としてチン・テムルを派遣した。
クトゥルグ・カンがいなくなったジャンドでは城民をまとめる指導者がおらず、チン・テムルに危害を加えようとする者もいたが、チン・テムルはモンゴルの使者ハサンを殺害したスグナクで城民が皆殺しになったことを述べて身の安全を図り、城民を安心させた所でからくもモンゴル軍の下に帰還した。これを受けてジョチはヒジュラ暦616年サファル月4日（1220年4月10日）にジャンド攻めを始めたが、ジャンド側はほとんど戦意がなく、城民にほとんど被害がないままジャンドは事実上の無血開城となった。モンゴル軍は徴税のために城民をジャンドの城外に出すとチン・テムルに危害を加えようとした者達のみを処刑し、9日間にわたって市内の掠奪を行った。以後、ジャンドはジョチ・ウルス支配下の主要都市となり、『元史』巻63地理志6にもジョチ家の領地として「氊的（zhānde）」という名前が挙げられている。しかし、ジョチ・ウルスの左翼＝オルダ・ウルス支配下のシル川流域ではジャンドよりもスグナクの方が政治・経済の中心地として重視されるようになり、以後ジャンドは衰退していった。